# Hadena luna
Hadena luna là một loài bướm đêm trong họ Noctuidae.